# Solomon Gundy

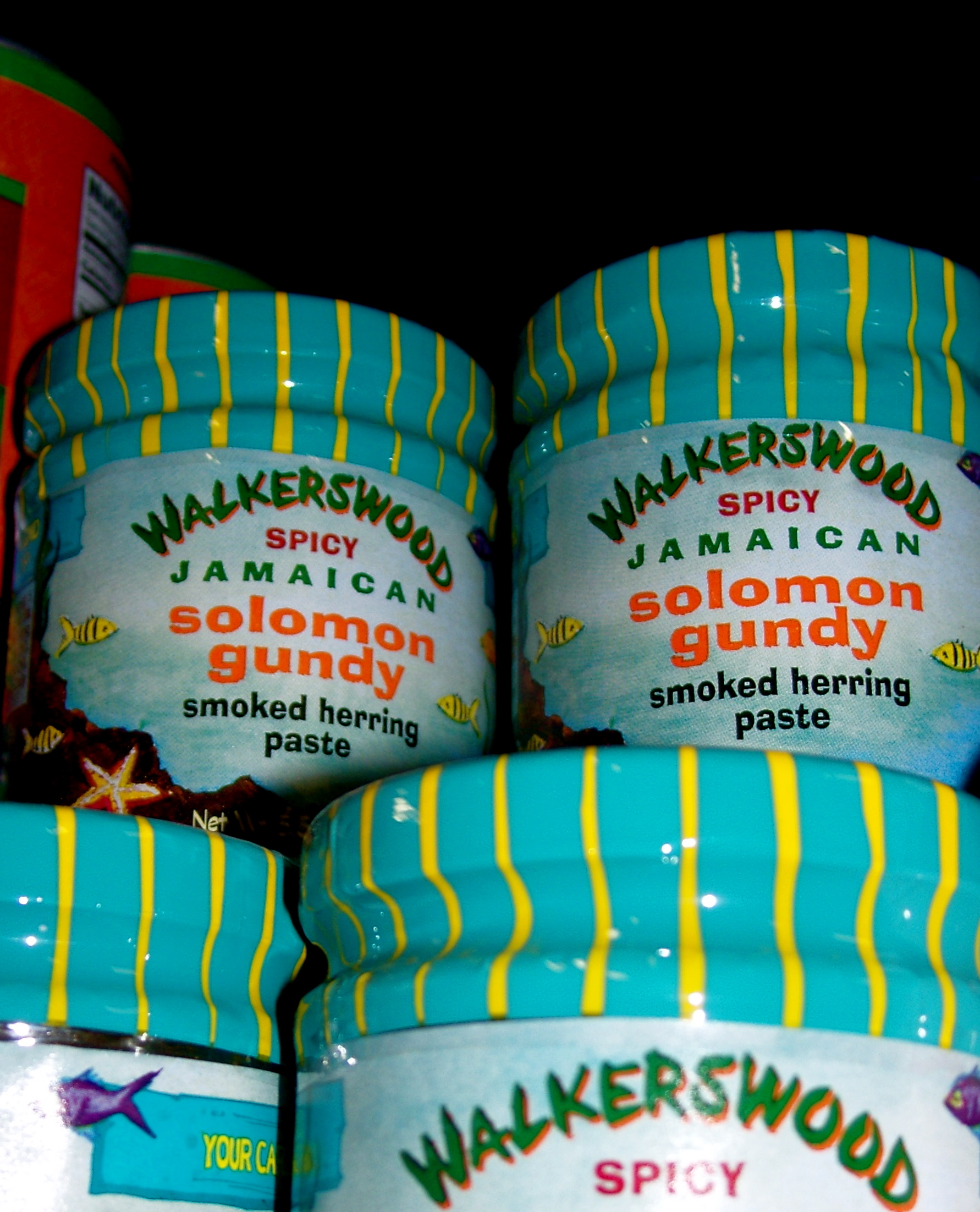
Komercyjna pasta Solomon Gundy

Solomon Gundy to pasta rybna z wędzonego śledzia, jedzona jako przystawka na Jamajce. Pastę robi się zazwyczaj z wędzonego śledzia (piklinga), czasami także z makreli lub alosy, z dodatkiem ostrej papryki i przypraw. Wędzony śledź z cebulami, podawany ze śmietaną i krakersami jest nazywany Solomon Gundy w Nowej Szkocji. 
Nazwa "Solomon Gundy" najprawdopodobniej pochodzi od słowa "salmagundi", używanego w brytyjskiej odmianie języka angielskiego i oznaczającego sałatkę z wieloma składnikami. To z kolei słowo pochodzi od francuskiego "salmigondis", oznaczającego zbiór różnych przedmiotów, idei lub osób, zebranych w bezładną całość. 
Nazwa Solomon Gundy może też być zniekształconą pisownią imienia Solomon Grundy, bohatera popularnej angielskiej rymowanki. Brak dowodów na jej związek z daniem, jednak rymowanka była popularna wśród dzieci na Jamajce.